# Aylton Thomaz
Aylton Thomaz (Rio de Janeiro, 8 de dezembro de 1934 - Rio de Janeiro, 10 de fevereiro de 2009) foi um quadrinista e pintor brasileiro. Começou sua carreira na EBAL em 1953 desenhando adaptações literárias para os quadrinhos. Depois, passou a trabalhar na editora La Selva, com histórias de terror e no gibi dos atores Oscarito e Grande Otelo. A partir do anos 1970, passou a se dedicar principalmente à pintura, tendo feito diversas exposições no decorrer dos anos. Em 1991, ganhou o Prêmio Angelo Agostini de "mestre do quadrinho nacional", que tem como objetivo premiar artistas que tenham se dedicado aos quadrinhos brasileiros por pelo menos 25 anos.